# Look What You've Done To Me
 (mars 2023).
Si vous disposez d'ouvrages ou d'articles de référence ou si vous connaissez des sites web de qualité traitant du thème abordé ici, merci de compléter l'article en donnant les références utiles à sa vérifiabilité et en les liant à la section « Notes et références ».
 (mai 2022).
La mise en forme du texte ne suit pas les recommandations de Wikipédia : il faut le « wikifier ».
Les points d'amélioration suivants sont les cas les plus fréquents. Le détail des points à revoir est peut-être précisé sur la page de discussion.
- Les titres sont pré-formatés par le logiciel. Ils ne sont ni en capitales, ni en gras.
- Le texte ne doit pas être écrit en capitales (les noms de famille non plus), ni en gras, ni en italique, ni en « petit »…
- Le gras n'est utilisé que pour surligner le titre de l'article dans l'introduction, une seule fois.
- L'italique est rarement utilisé : mots en langue étrangère, titres d'œuvres, noms de bateaux, etc.
- Les citations ne sont pas en italique mais en corps de texte normal. Elles sont entourées par des guillemets français : « et ».
- Les listes à puces sont à éviter, des paragraphes rédigés étant largement préférés. Les tableaux sont à réserver à la présentation de données structurées (résultats, etc.).
- Les appels de note de bas de page (petits chiffres en exposant, introduits par l'outil «  Source ») sont à placer entre la fin de phrase et le point final[comme ça].
- Les liens internes (vers d'autres articles de Wikipédia) sont à choisir avec parcimonie. Créez des liens vers des articles approfondissant le sujet. Les termes génériques sans rapport avec le sujet sont à éviter, ainsi que les répétitions de liens vers un même terme.
- Les liens externes sont à placer uniquement dans une section « Liens externes », à la fin de l'article. Ces liens sont à choisir avec parcimonie suivant les règles définies. Si un lien sert de source à l'article, son insertion dans le texte est à faire par les notes de bas de page.
- La présentation des références doit suivre les conventions bibliographiques. Il est recommandé d'utiliser les modèles {{Ouvrage}}, {{Chapitre}}, {{Article}}, {{Lien web}} et/ou {{Bibliographie}}. Le mode d'édition visuel peut mettre en forme automatiquement les références.
- Insérer une infobox (cadre d'informations à droite) n'est pas obligatoire pour parachever la mise en page.

Pour une aide détaillée, merci de consulter Aide:Wikification.
Si vous pensez que ces points ont été résolus, vous pouvez retirer ce bandeau et améliorer la mise en forme d'un autre article.
Look What You’ve Done to Me est une chanson de 1980 enregistrée par Boz Scaggs, composée par Scaggs et David Foster pour le film Urban Cowboy. Il est arrivé au 14e rang sur le Billboard Hot 100 des États-Unis en novembre, au 13e rang sur le Cash Box Top 100et au 3e rang sur le graphique Adult Contemporary.  La chanson a atteint le #30 au Canada. La chanson, qui reflète une romance brisée (telle qu’elle est décrite dans Urban Cowboy), met en vedette les Eagles au chant de fond et à l’instrumentation de Don Felder à la guitare et des membres de Toto et David Foster au clavier. Deux versions de la chanson sont sorties.
La version la plus largement disponible de la chanson (sortie sur les compilations des plus grands succès de Scaggs) met davantage l’accent sur le chant d’arrière-plan des Eagles, plus les styles vocaux d’arrière-plan supplémentaires par Scaggs vers la fin de la chanson. La version entendue dans le film Urban Cowboy (ainsi que sa bande-son) remplace le chant des Eagles par un chœur féminin. Selon les commentaires faits par Scaggs et Foster à la télévision spéciale (et DVD subséquent) Hit Man : David Foster and Friends, la chanson a été écrite et enregistrée en une nuit après l’appel du studio demandant au duo d’écrire une chanson pour la scène, les informer que la scène devait être filmée le lendemain, et que la piste devait être dans un avion de messagerie le lendemain matin. 
David Foster a donné un peu plus de détails sur The Real Housewives of Beverly Hills, Saison 3, épisode 3, intitulé « Don’t Sing For Your Supper », alors que sa femme de l’époque, Yolanda, était membre de la distribution. Foster a dit que Scaggs n’était pas content de la musique qu’il jouait ce soir-là jusqu’à ce que la nuit soit presque terminée. Lorsque Foster a joué les accords d’intro qui sont devenus la marque de commerce au début de la chanson, Scaggs a dit, "C’est tout."

## Graphiques hebdomadaires
| Graphique (1980)                                  | Position |
| ------------------------------------------------- | -------- |
| Canada RPM Top Simples                            | 30       |
| Canadien Adulte Contemporain                      | 41       |
| Billboard américain Hot 100                       | 14       |
| Panneau d'affichage américain Adulte Contemporain | 3        |
| Top 100 des caisses américaines                   | 13       |

## Graphiques de fin d'année
| Graphique (1980)                      | Position |
| ------------------------------------- | -------- |
| Panneau d'affichage américain Hot 100 | 102      |
| Top 100 des caisses américaines       | 83       |

## Personnel
Musiciens de la version originale
- Boz Scaggs - chant principal
- David Foster – claviers, arrangements de cordes et cors
- Steve Lukather , Don Felder – guitare
- Boz Scaggs en 2006Mike Porcaro - guitare basse
- Jeff Porcaro – batterie

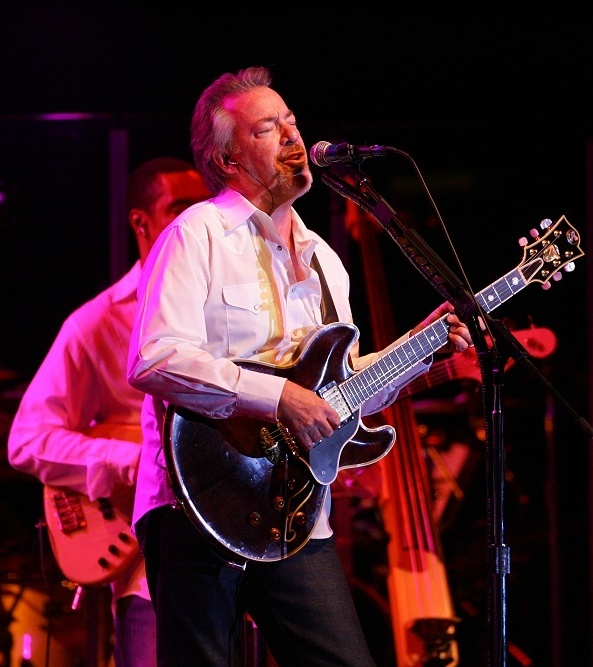
Boz Scaggs en 2006

- Glenn Frey , Don Henley , Timothy B. Schmit - chœurs

Musiciens version Urban Cowboy
- Boz Scaggs - chant principal
- David Foster – claviers, arrangements de cordes
- Steve Lukather – guitare
- Mike Porcaro - guitare basse
- Jeff Porcaro – batterie
- Venetta Fields , Paulette Brown, Julia Tillman Waters, Oren Waters